# Satellite Award per il miglior montaggio
Il Satellite Award per il miglior montaggio è un riconoscimento annuale dei Satellite Awards, consegnato dall'International Press Academy.

## Vincitori e candidati
I vincitori sono indicati in grassetto.

### Anni 1990
1997
- Independence Day - David Brenner
- Il paziente inglese (The English Patient)
- Fargo
- Mission: Impossible
- Romeo + Giulietta di William Shakespeare (Romeo + Juliet)

1998
- Titanic - Richard A. Harris e Conrad Buff
- Air Force One
- Amistad
- Boogie Nights - L'altra Hollywood (Boogie Nights)
- L.A. Confidential

1999
- Salvate il soldato Ryan (Saving Private Ryan) - Michael Kahn
- Beloved
- Pleasantville
- Shakespeare in Love
- La sottile linea rossa (The Thin Red Line)

### Anni 2000
2000
- Il sesto senso (The Sixth Sense) - Andrew Mondshein
- American Beauty
- Buena Vista Social Club
- Insider - Dietro la verità (The Insider)
- Il mistero di Sleepy Hollow (Sleepy Hollow)
- Il talento di Mr. Ripley (The Talented Mr. Ripley)

2001
- Thirteen Days  - Conrad Buff
- La tigre e il dragone (Wo hu cang long)
- Il gladiatore (Gladiator)
- Mission: Impossible 2
- Traffic

2002
- Il Signore degli Anelli - La Compagnia dell'Anello (The Lord of the Rings: The Fellowship of the Ring) - John Gilbert
- Il favoloso mondo di Amélie (La fabuleux destin d'Amélie Poulain)
- A Beautiful Mind
- Harry Potter e la pietra filosofale (Harry Potter and the Philosopher's Stone)
- Moulin Rouge!

2003
- Gangs of New York - Thelma Schoonmaker
- Insomnia
- Il Signore degli Anelli - Le due torri (The Lord of the Rings: The Two Towers)
- One Hour Photo
- Spider-Man

2004
- L'ultimo samurai (The Last Samurai) - Victor Du Bois e Steven Rosenblum
- La casa di sabbia e nebbia (House of Sand and Fog)
- Il Signore degli Anelli - Il ritorno del re (The Lord of the Rings: The Return of the King)
- Master and Commander - Sfida ai confini del mare (Master and Commander: The Far Side of the World)
- Mystic River
- Seabiscuit - Un mito senza tempo (Seabiscuit)

2005 (gennaio)
- Collateral - Jim Miller e Paul Rubell
- The Aviator
- Closer
- La foresta dei pugnali volanti (Shi mian mai fu)
- Lemony Snicket - Una serie di sfortunati eventi (Lemony Snicket's A Series of Unfortunate Events)
- Spider-Man 2

2005 (dicembre)
- I segreti di Brokeback Mountain (Brokeback Mountain) - Geraldine Peroni e Dylan Tichenor
- Good Night, and Good Luck.
- Jarhead
- Kung Fusion (Kung fu)
- Sin City
- La guerra dei mondi (War of the Worlds)

2006
- X-Men - Conflitto finale (X-Men: The Last Stand) - Mark Helfrich, Mark Goldblatt e Julia Wong
- Babel
- Dreamgirls
- Flags of Our Fathers
- Miami Vice

2007
- American Gangster - Pietro Scalia
- The Bourne Ultimatum - Il ritorno dello sciacallo (The Bourne Ultimatum)
- La promessa dell'assassino (Eastern Promises)
- Sguardo nel vuoto (The Lookout)
- La vie en rose (La môme)
- Non è un paese per vecchi (No Country for Old Men)

2008
- Iron Man - Dan Lebental
- Australia
- Il cavaliere oscuro (The Dark Knight)
- Frost/Nixon - Il duello (Frost/Nixon)
- Quantum of Solace
- The Millionaire (Slumdog Millionaire)

2009
- The Hurt Locker - Chris Innis e Bob Murawski
- Nine
- 2012
- District 9
- It Might Get Loud
- La battaglia dei tre regni (Chi bi)

### Anni 2010
2010
- Please Give - Robert Frazen
- Inception
- Shutter Island
- The Social Network
- The Town
- Unstoppable - Fuori controllo (Unstoppable)

2011
- Un poliziotto da happy hour (The Guard)  - Chris Gill
- War Horse
- Drive
- Shame
- Paradiso amaro (The Descendants)
- Warrior

2012
- Il lato positivo - Silver Linings Playbook (Silver Linings Playbook) - Jay Cassidy
- The Sessions - Gli incontri (The Sessions)
- Flight
- Zero Dark Thirty
- Cloud Atlas
- Les Misérables

2013/2014
- Crispin Struthers e Jay Cassidy - American Hustle - L'apparenza inganna (American Hustle)
- Thelma Schoonmaker - The Wolf of Wall Street
- Gary D. Roach e Joel Cox - Prisoners
- Alfonso Cuarón e Mark Sanger - Gravity
- Daniel P. Hanley e Mike Hill - Rush
- Joe Walker - 12 anni schiavo (12 Years a Slave)

2015
- Stan Salfas, William Hoy - Apes Revolution - Il pianeta delle scimmie (Dawn of the Planet of the Apes)
- Sandra Adair - Boyhood
- Gary Roach, Joel Cox - American Sniper
- Douglas Crise, Stephen Mirrione - Birdman
- William Goldenberg - The Imitation Game
- Dody Dorn, Jay Cassidy - Fury

2016
- Joe Walker - Sicario
- Pietro Scalia - Sopravvissuto - The Martian (The Martian)
- Michael Kahn - Il ponte delle spie (Bridge of Spies)
- Lee Smith - Spectre
- Elliot Graham - Steve Jobs
- Affonso Gonçalves - Carol

2017
- John Gilbert – La battaglia di Hacksaw Ridge (Hacksaw Ridge)
- Tim Squyres – Billy Lynn - Un giorno da eroe (Billy Lynn's Long Halftime Walk)
- Steven Rosenblum – The Birth of a Nation - Il risveglio di un popolo (The Birth of a Nation)
- Tom Cross – La La Land
- Alexandre de Francheschi – Lion - La strada verso casa (Lion)
- Joi McMillon e Nat Sanders – Moonlight

2018
- William Hoy e Stan Salfas - The War - Il pianeta delle scimmie (War for the Planet of the Apes)
- Jonathan Amos - Baby Driver - Il genio della fuga (Baby Driver)
- Valerio Bonelli - L'ora più buia (Darkest Hour)
- Lee Smith - Dunkirk
- Sidney Wolinsky - La forma dell'acqua - The Shape of Water (The Shape of Water)
- Jon Gregory - Tre manifesti a Ebbing, Missouri (Three Billboards Outside Ebbing, Missouri)

2019
- Alfonso Cuarón – Roma
- Jay Cassidy – A Star Is Born
- Joi McMillon e Nat Sanders – Se la strada potesse parlare (If Beale Street Could Talk)
- Barry Alexander Brown – BlacKkKlansman
- Tom Cross – First Man - Il primo uomo (First Man)
- Joe Walker – Widows - Eredità criminale (Widows)

### Anni 2020
2020
- Andrew Buckland e Michael McCusker – Le Mans '66 - La grande sfida (Ford v Ferrari)
- Chris Dickens – Rocketman
- Jeff Groth – Joker
- Jennifer Lame – Storia di un matrimonio (Marriage Story)
- Thelma Schoonmaker – The Irishman
- Lee Smith – 1917

2021
- Alan Baumgarten - Il processo ai Chicago 7 (The Trial of the Chicago 7)
- Tariq Anwar - Quella notte a Miami... (One Night in Miami...)
- Kirk Baxter - Mank
- Giōrgos Lamprinos - The Father - Nulla è come sembra (The Father)
- Harry Yoon - Minari
- Chloé Zhao - Nomadland

2022
- Joe Walker - Dune (Dune: Part One)
- Úna Ní Dhonghaíle - Belfast
- Pamela Martin - Una famiglia vincente - King Richard (King Richard)
- Andy Jurgensen - Licorice Pizza
- Peter Sciberras - Il potere del cane (The Power of the Dog)
- Myron Kerstein e Andrew Weisblum - Tick, Tick... Boom!

2023
- Paul Rogers - Everything Everywhere All at Once
- Jonathan Redmond e Matt Villa - Elvis
- Sarah Broshar e Michael Khan - The Fabelmans
- Monika Willi - Tár
- Eddie Hamilton - Top Gun: Maverick
- Terilyn A. Shropshire - The Woman King

2024
- Kevin Tent - The Holdovers - Lezioni di vita (The Holdovers)
- Nick Houy - Barbie
- Thelma Schoonmaker - Killers of the Flower Moon
- Michelle Tesoro - Maestro
- Jennifer Lame - Oppenheimer
- Giōrgos Mauropsaridīs - Povere creature! (Poor Things)